# Brachymyrmex brevicornis
Brachymyrmex brevicornis Este o specie de furnică din familia Formicidae.